# Xadrez tridimensional
Xadrez tridimensional, ou Xadrez 3D, são exemplos de variantes do Xadrez que empregam uma dimensão a mais ao tabuleiro de xadrez. Estas versões existem desde o século XIX e a versão mais conhecida é a Raumschach (em alemão:  "Xadrez espacial"), inventado em 1907 por Ferdinand Maack e jogado num tabuleiro de 5x5x5.

## Raumschach
A ideia do inventor era que o xadrez fosse mais como a guerra moderna, o ataque deve ser possível não só a partir de um plano bidimensional, mas também de cima (do ar) e abaixo (debaixo d'água). Formulação original de Maack foi para uma placa de 8×8×8, mas depois de experimentar com placas menores acabaram por se instalar em 5×5×5 o melhor. Outras diferenças óbvias de xadrez padrão incluem dois peões adicionais por jogador, e uma parte especial, chamado de unicórnio.